# Morti il 19 settembre

## I secolo a.C.(1)
- 91 a.C. - Lucio Licinio Crasso, oratore romano (n. 140 a.C.)

## IV secolo(4)
- 305 - Desiderio, religioso italiano
- 305 - San Gennaro, vescovo romano (n. 272)
- 305 - Procolo di Pozzuoli, santo romano
- 305 - Sossio di Miseno, santo romano (n. 275)

## VII secolo(1)
- 690 - Teodoro di Canterbury, arcivescovo e santo inglese (n. 602)

## X secolo(3)
- 957 - Lamberto di Frisinga, vescovo tedesco
- 961 - Elena Lecapena, imperatrice bizantina
- 979 - Gotofredo di Milano, arcivescovo italiano

## XI secolo(1)
- 1030 - Ciriaco da Buonvicino, abate italiano

## XII secolo(2)
- 1123 - Aguda, imperatore cinese (n. 1068)
- 1151 - Sibilla di Borgogna, regina (n. 1126)

## XIII secolo(1)
- 1290 - Maria de Cervellòn, religiosa spagnola (n. 1230)

## XIV secolo(5)
- 1339 - Go-Daigo, imperatore giapponese (n. 1288)
- 1356 - Pietro I di Borbone, nobile francese (n. 1311)
- 1356 - Jean de Clermont, militare francese
- 1356 - Goffredo di Charny, cavaliere medievale e scrittore francese
- 1356 - Gualtieri VI di Brienne, nobile francese

## XV secolo(5)
- 1420 - Pedro Fernández de Frías, cardinale e vescovo cattolico spagnolo
- 1443 - Ludovico Barbo, abate e vescovo cattolico italiano
- 1483 - Mattia Palmerio, umanista, filologo e storico italiano (n. 1423)
- 1487 - Antonia Dal Verme, nobile italiana
- 1497 - Antonio Boldù, diplomatico e politico italiano

## XVI secolo(11)
- 1524 - Giovanna Piacenza, badessa italiana (n. 1479)
- 1528 - Carlo di Navarra, principe (n. 1510)
- 1547 - Johann von der Leiter, nobile tedesco
- 1559 - Pietro Giovanni Cybo Clavica, doge
- 1572 - Barbara d'Austria, nobile austriaca (n. 1539)
- 1580 - Catherine Willoughby, nobildonna inglese (n. 1519)
- 1583 - Antonio Lorenzi, scultore italiano
- 1589 - Jean Antoine de Baïf, poeta francese (n. 1532)
- 1591 - Giovanni Agostino Adorno, religioso italiano (n. 1551)
- 1591 - Alonso de Orozco, mistico spagnolo (n. 1500)
- 1597 - Hōjō Ujikuni, militare giapponese (n. 1541)

## XVII secolo(19)
- 1608 - Alfonso Visconti, cardinale e vescovo cattolico italiano (n. 1552)
- 1609 - Giovanni Battista Caccia, nobile italiano (n. 1571)
- 1610 - Federico IV del Palatinato, nobile (n. 1574)
- 1622 - Gerard Herbert, generale inglese
- 1625 - Eitel Friedrich von Hohenzollern-Sigmaringen, cardinale e vescovo cattolico tedesco (n. 1582)
- 1636 - Franz Seraph von Dietrichstein, cardinale e vescovo cattolico austriaco (n. 1570)
- 1637 - Lorenzo Magalotti, cardinale e vescovo cattolico italiano (n. 1584)
- 1645 - Alessandro Pallavicino di Zibello, condottiero italiano (n. 1570)
- 1654 - Hugh Semple, matematico e gesuita scozzese (n. 1589)
- 1656 - Francisco López de Zúñiga, generale spagnolo (n. 1599)
- 1661 - Eleonora d'Este, badessa italiana (n. 1597)
- 1678 - Neri Corsini, cardinale e arcivescovo cattolico italiano (n. 1614)
- 1678 - Christoph Bernhard von Galen, vescovo cattolico tedesco (n. 1606)
- 1684 - Giuseppe Maria Maraviglia, vescovo cattolico italiano (n. 1617)
- 1685 - Carlo Gonzaga, marchese (n. 1618)
- 1686 - Giovanni Giorgio I di Sassonia-Eisenach, duca tedesco (n. 1634)
- 1690 - Giovanni Stefano Danedi, pittore italiano (n. 1612)
- 1692 - Giles Corey, allevatore inglese
- 1699 - Alfonso de Aguilar, cardinale spagnolo (n. 1653)

## XVIII secolo(27)
- 1705 - Giovanni Sebenico, compositore, organista e tenore italiano (n. 1640)
- 1708 - Barbara Villiers, nobildonna inglese (n. 1654)
- 1710 - Johann Nikolaus Hert, giurista tedesco (n. 1651)
- 1710 - Ole Rømer, astronomo danese (n. 1644)
- 1711 - Davide Cocco Palmieri, vescovo cattolico italiano (n. 1632)
- 1717 - Marco Battista Battaglini, vescovo cattolico e antiquario italiano (n. 1645)
- 1718 - Henry Howard, VI conte di Suffolk, nobile e politico inglese (n. 1670)
- 1719 - Jan Weenix, pittore e disegnatore olandese (n. 1642)
- 1721 - Bonaventura Lamberti, pittore italiano (n. 1652)
- 1724 - Glikl bas Judah Leib, imprenditrice e scrittrice tedesca
- 1727 - Carlo Agostino Fabroni, cardinale italiano (n. 1651)
- 1734 - Federico Luigi di Württemberg-Winnental, militare tedesco (n. 1690)
- 1736 - Feofan Prokopovič, arcivescovo ortodosso, teologo e politico russo (n. 1677)
- 1739 - Anne Marie Louise de La Tour d'Auvergne, nobile francese (n. 1722)
- 1743 - Tommaso Rossi, filosofo italiano (n. 1673)
- 1744 - Benigno da Cuneo, francescano italiano (n. 1673)
- 1752 - Louis Fuzelier, drammaturgo, librettista e poeta francese (n. 1672)
- 1756 - Josef Antonín Sehling, compositore ceco (n. 1710)
- 1761 - Pieter van Musschenbroek, fisico olandese (n. 1692)
- 1772 - Enrichetta Luisa di Borbone-Condé, nobile (n. 1703)
- 1777 - Filippo di Borbone-Spagna, principe italiano (n. 1747)
- 1780 - James Cecil, VI conte di Salisbury, nobile britannico (n. 1713)
- 1785 - Maria Antonia di Borbone-Spagna, regina (n. 1729)
- 1793 - Dmitrij Michajlovič Golicyn, diplomatico e ufficiale russo (n. 1721)
- 1794 - Stefano Maria Clemente, scultore italiano (n. 1719)
- 1797 - Lazare Hoche, generale francese (n. 1768)
- 1799 - Pierre-Jacques Volaire, pittore francese (n. 1729)

## XIX secolo(49)
- 1801 - Johann Gottfried Koehler, astronomo tedesco (n. 1745)
- 1802 - Giovanni Domenico Juras, vescovo cattolico dalmata (n. 1742)
- 1802 - Luisa Maria Amalia di Borbone-Due Sicilie, nobile (n. 1773)
- 1810 - Gabriel de Avilés, ufficiale spagnolo (n. 1739)
- 1812 - Mayer Amschel Rothschild, banchiere e imprenditore tedesco (n. 1744)
- 1816 - Olof Swartz, naturalista e botanico svedese (n. 1760)
- 1818 - Luigi Camillo Goltieri, abate e educatore italiano (n. 1746)
- 1820 - Johann Georg Meusel, bibliografo e lessicografo tedesco (n. 1743)
- 1827 - Morten Thrane Brünnich, zoologo e mineralogista danese (n. 1737)
- 1832 - Juan Domingo de Monteverde, generale spagnolo (n. 1773)
- 1840 - Giuseppe Checcherini, librettista italiano (n. 1777)
- 1841 - Hibetullah Sultan, principessa ottomana (n. 1789)
- 1843 - Gaspard Gustave de Coriolis, matematico e fisico francese (n. 1792)
- 1848 - Frans Adam van der Duyn van Maasdam, politico olandese (n. 1771)
- 1849 - Dominique Papety, pittore francese (n. 1815)
- 1851 - Carl Fredrik af Wingård, arcivescovo luterano e politico svedese (n. 1781)
- 1852 - Henry Thomas Peters, ebanista britannico (n. 1792)
- 1852 - Emilia de Rodat, religiosa francese (n. 1787)
- 1854 - Joseph Ennemoser, medico italiano (n. 1787)
- 1854 - Mariano Pichelli, monaco cristiano e abate italiano (n. 1775)
- 1856 - Johann Baptista Bavier, banchiere e politico svizzero (n. 1795)
- 1857 - Giulio Cordero di San Quintino, numismatico e archeologo italiano (n. 1778)
- 1860 - Andreas Metaxas, patriota e politico greco (n. 1790)
- 1860 - Thomas D. Rice, cabarettista statunitense (n. 1808)
- 1862 - Dorotea di Curlandia, principessa tedesca (n. 1793)
- 1863 - Francesco Simonetta, patriota e politico italiano (n. 1813)
- 1864 - Pantaléon Costa de Beauregard, politico francese (n. 1806)
- 1866 - Christian Hermann Weisse, filosofo e teologo tedesco (n. 1801)
- 1871 - Giovanni de Sangro, principe di Fondi, imprenditore e politico italiano (n. 1804)
- 1872 - Massimiliano Noceti, violinista e direttore d'orchestra italiano (n. 1838)
- 1873 - Victor Coste, naturalista e zoologo francese (n. 1807)
- 1874 - Joseph Hoch, avvocato e filantropo tedesco (n. 1815)
- 1876 - Salvatore Caricati, insegnante e poeta italiano (n. 1793)
- 1876 - Michele Fanoli, incisore e pittore italiano (n. 1807)
- 1879 - Luigi Sanminiatelli Zabarella, giurista e politico italiano (n. 1834)
- 1880 - Teresa Fioroni, pittrice italiana (n. 1799)
- 1881 - Emanuel Dubský z Třebomyslic, politico, imprenditore e nobile boemo (n. 1806)
- 1881 - James A. Garfield, politico e generale statunitense (n. 1831)
- 1882 - Andreas Ignatius Schaepman, arcivescovo cattolico olandese (n. 1815)
- 1885 - Pietro Ivaldi, pittore italiano (n. 1810)
- 1887 - Marziano Ciotti, patriota italiano (n. 1839)
- 1888 - Stevča Mihailović, politico serbo (n. 1804)
- 1890 - Friedrich Gaedcke, chimico tedesco (n. 1828)
- 1890 - Pietro Gagliardi, pittore e architetto italiano (n. 1809)
- 1891 - Jozef Maximilián Petzval, matematico, fisico e inventore slovacco (n. 1807)
- 1893 - Aleksandra Potanina, etnografa e esploratrice russa (n. 1843)
- 1895 - Julia von Hauke, nobile tedesca (n. 1825)
- 1897 - Kornel Ujejski, scrittore e patriota polacco (n. 1823)
- 1898 - George Grey, politico e esploratore britannico (n. 1812)

## XX secolo(196)
- 1902 - Ján Mallý-Dusarov, presbitero, patriota e editore slovacco (n. 1829)
- 1902 - Masaoka Shiki, poeta, critico letterario e giornalista giapponese (n. 1867)
- 1902 - Raffaele Schiattarella, giurista italiano (n. 1839)
- 1902 - Maria Enrichetta d'Asburgo-Lorena, regina belga (n. 1836)
- 1903 - Ernst Oppert, tedesco (n. 1832)
- 1905 - Thomas John Barnardo, filantropo irlandese (n. 1845)
- 1908 - José Manuel Marroquín, educatore, scrittore e politico colombiano (n. 1827)
- 1908 - Giuseppe Pinna, politico e avvocato italiano (n. 1854)
- 1910 - Paul Lotsij, canottiere olandese (n. 1880)
- 1913 - Giacomo Doria, naturalista, botanico e politico italiano (n. 1840)
- 1914 - Charles Devendeville, nuotatore e pallanuotista francese (n. 1882)
- 1917 - Giacomo Barzellotti, filosofo italiano (n. 1844)
- 1917 - Vincenzo Galasso, militare italiano (n. 1863)
- 1917 - Giuseppe Gugino, giurista italiano (n. 1843)
- 1917 - Fran Maselj-Podlimbarski, scrittore sloveno (n. 1852)
- 1918 - Péter Pan, militare austro-ungarico (n. 1897)
- 1918 - Louis Tribondeau, medico francese (n. 1872)
- 1919 - Nikolajs Alunāns, compositore, musicologo e critico musicale lettone (n. 1859)
- 1919 - Daniel von Salis-Soglio, ingegnere e militare svizzero (n. 1826)
- 1921 - Rodolfo Gavinelli, calciatore e allenatore di calcio italiano (n. 1891)
- 1921 - Augusto Sindici, militare, patriota e poeta italiano (n. 1839)
- 1924 - Antonio Augusto Intreccialagli, arcivescovo cattolico italiano (n. 1852)
- 1924 - Hannibal Sehested, politico danese (n. 1842)
- 1925 - Francis Darwin, botanico britannico (n. 1848)
- 1926 - Anselmo Cessi, insegnante italiano (n. 1877)
- 1927 - Franz Penzoldt, medico e farmacologo tedesco (n. 1849)
- 1927 - Adrian Stokes, batteriologo inglese (n. 1887)
- 1929 - Mosè Bertoni, botanico e scienziato svizzero (n. 1857)
- 1930 - Oreste Amici, pittore e artista italiano (n. 1872)
- 1930 - Hendrik Zwaardemaker, fisiologo e scienziato olandese (n. 1857)
- 1931 - Antonio Dionisi, medico, patologo e batteriologo italiano (n. 1866)
- 1931 - David Starr Jordan, naturalista statunitense (n. 1851)
- 1932 - Manfredi Gravina, militare, diplomatico e pubblicista italiano (n. 1883)
- 1932 - Ludwig Piskaçek, ginecologo austriaco (n. 1854)
- 1932 - Bert St. John, tennista australiano (n. 1879)
- 1933 - E. W. Kemble, disegnatore statunitense (n. 1861)
- 1935 - Konstantin Ėduardovič Ciolkovskij, ingegnere e scienziato russo (n. 1857)
- 1935 - Hans von Flotow, diplomatico tedesco (n. 1862)
- 1935 - Aimé Haegeman, cavaliere belga (n. 1861)
- 1935 - Praskov'ja Semënovna Ivanovskaja, rivoluzionaria russa (n. 1852)
- 1937 - Sidney M. Goldin, regista, sceneggiatore e produttore cinematografico ucraino (n. 1878)
- 1938 - Reginald Brooks-King, arciere britannico (n. 1861)
- 1938 - Pauline Frederick, attrice statunitense (n. 1883)
- 1939 - Arent Jan Wensinck, islamista olandese (n. 1882)
- 1941 - Filippo Bottazzi, fisiologo e biochimico italiano (n. 1867)
- 1942 - Giuseppe Maina, calciatore italiano (n. 1908)
- 1943 - Giuseppe Bernardi, presbitero italiano (n. 1897)
- 1943 - Mario Ghibaudo, presbitero italiano (n. 1920)
- 1943 - Adolfo Re Riccardi, impresario teatrale e critico teatrale italiano (n. 1859)
- 1944 - Johannes Jacobus Le Roux, aviatore sudafricano (n. 1920)
- 1944 - Maurizio Mario Moris, militare e politico italiano (n. 1860)
- 1944 - Aldo Salvetti, partigiano italiano (n. 1923)
- 1944 - Giuseppe Scagliosi, partigiano italiano (n. 1902)
- 1944 - Sher Bahadur Thapa, militare nepalese (n. 1921)
- 1945 - András Kun, presbitero ungherese (n. 1911)
- 1948 - Pantaleo Carabellese, filosofo italiano (n. 1877)
- 1948 - Carlo Patrignani, pittore italiano (n. 1869)
- 1948 - Domenico Rame, attore teatrale italiano (n. 1885)
- 1948 - Noah Reynolds, attore statunitense
- 1949 - Robert Poirier, militare e aviatore francese (n. 1894)
- 1949 - Nikolaos Skalkottas, compositore greco (n. 1904)
- 1949 - Karl Vossler, filologo e italianista tedesco (n. 1872)
- 1952 - Gus Dillon, giocatore di lacrosse canadese (n. 1883)
- 1952 - Carlos Tomás Wilson, calciatore argentino (n. 1889)
- 1953 - Jacob Fleck, regista, sceneggiatore e produttore cinematografico austriaco (n. 1881)
- 1954 - Miles Franklin, scrittrice australiana (n. 1879)
- 1955 - John D. Dingell, Sr., politico statunitense (n. 1894)
- 1955 - Carl Milles, scultore svedese (n. 1875)
- 1956 - Helios Gómez, pittore, disegnatore e poeta spagnolo (n. 1905)
- 1956 - Cecil Surry, animatore statunitense (n. 1907)
- 1957 - Duilio Carotti, pittore italiano (n. 1911)
- 1957 - Reginald Aldworth Daly, geologo canadese (n. 1871)
- 1957 - Ignazio Florio jr, imprenditore italiano (n. 1868)
- 1957 - Fritz Katzmann, militare tedesco (n. 1906)
- 1957 - Edvard Persson, attore, regista e cantante svedese (n. 1888)
- 1957 - Alexander von Tunzelmann, navigatore neozelandese (n. 1877)
- 1958 - Josep Irla i Bosch, politico spagnolo (n. 1876)
- 1958 - Rudolf Rocker, anarchico, scrittore e sindacalista tedesco (n. 1873)
- 1958 - Rudolf Weiß, ufficiale tedesco (n. 1910)
- 1958 - Antonio Slongo, presbitero italiano (n. 1897)
- 1959 - John Merton, attore statunitense (n. 1901)
- 1960 - Montague Eliot, VIII conte di St. Germans, nobile inglese (n. 1870)
- 1961 - Alberto Salietti, pittore italiano (n. 1892)
- 1961 - Lucia Sturdza-Bulandra, attrice e docente romena (n. 1873)
- 1962 - Leopoldo Conforti, magistrato italiano (n. 1891)
- 1962 - Nikolaj Fëdorovič Pogodin, drammaturgo russo (n. 1900)
- 1962 - Jacques Viaene, pallanuotista francese (n. 1929)
- 1962 - Ahmad ibn Yahya, sovrano yemenita (n. 1891)
- 1963 - Maria Campi, cantante e attrice italiana (n. 1877)
- 1963 - Ferenc Fehér, calciatore ungherese (n. 1902)
- 1964 - Mario Vallauri, glottologo e indologo italiano (n. 1887)
- 1965 - Kurt Goldstein, neurologo e psichiatra tedesco (n. 1878)
- 1965 - Lionel Terray, alpinista francese (n. 1921)
- 1966 - Albert Divo, pilota automobilistico francese (n. 1895)
- 1966 - Gustav Edén, calciatore norvegese (n. 1891)
- 1966 - Ulisse Igliori, politico, dirigente sportivo e imprenditore italiano (n. 1895)
- 1966 - Otto Kinkeldey, docente, musicista e musicologo statunitense (n. 1878)
- 1966 - Hermann von Oppeln-Bronikowski, ufficiale e cavaliere tedesco (n. 1899)
- 1967 - Piero Gilli, calciatore italiano (n. 1897)
- 1967 - Ester Pirami, psichiatra e scrittrice italiana (n. 1890)
- 1967 - Gino Romiti, pittore italiano (n. 1881)
- 1967 - Zinaida Serebrjakova, pittrice russa (n. 1884)
- 1968 - Chester Carlson, fisico, avvocato e inventore statunitense (n. 1906)
- 1968 - John William Cooke, politico argentino (n. 1919)
- 1968 - Red Foley, cantante, musicista e personaggio televisivo statunitense (n. 1910)
- 1969 - Rex Ingram, attore statunitense (n. 1895)
- 1969 - Carlo Parri, pittore italiano (n. 1897)
- 1969 - Edoardo Pasteur, calciatore, dirigente sportivo e allenatore di calcio italiano (n. 1877)
- 1969 - Giorgio Scifo, militare italiano (n. 1925)
- 1970 - Guglielmo Ferri, militare e politico italiano (n. 1907)
- 1970 - Kōstas Geōrgakīs, attivista greco (n. 1948)
- 1970 - Nicolae Goldberger, politico rumeno (n. 1904)
- 1970 - Johannes Heinrich Schultz, psichiatra e psicoterapeuta tedesco (n. 1884)
- 1970 - Teodosio VI, siriano (n. 1885)
- 1971 - William Albright, archeologo e linguista statunitense (n. 1891)
- 1972 - Robert Casadesus, pianista e compositore francese (n. 1899)
- 1972 - Domenico De Leonardis, politico italiano (n. 1893)
- 1972 - Giuseppe Mangione, sceneggiatore italiano (n. 1908)
- 1972 - Antonio Scaramuzza, generale italiano (n. 1902)
- 1973 - Antonio Cazzaniga, medico italiano (n. 1885)
- 1973 - Charles Horman, giornalista e regista statunitense (n. 1942)
- 1973 - Gram Parsons, cantautore, chitarrista e pianista statunitense (n. 1946)
- 1973 - William Wurster, architetto statunitense (n. 1895)
- 1974 - Harry Austryn Wolfson, storico della filosofia, ebraista e docente statunitense (n. 1887)
- 1974 - Ignacio de la Vega, cestista messicano (n. 1914)
- 1975 - Rudi Ball, hockeista su ghiaccio tedesco (n. 1911)
- 1975 - Gaetano Perillo, antifascista italiano (n. 1897)
- 1975 - Wend von Wietersheim, generale tedesco (n. 1900)
- 1976 - Yehezkel Abramsky, rabbino e educatore bielorusso (n. 1886)
- 1976 - Choi Yong-kun, generale e politico nordcoreano (n. 1900)
- 1976 - Eugénie Droz, editrice e storica svizzera (n. 1893)
- 1976 - Enrico Martini, militare e partigiano italiano (n. 1911)
- 1976 - Sidney Swann, canottiere britannico (n. 1890)
- 1977 - Luigi Impastato, mafioso italiano (n. 1904)
- 1977 - Arturo Politi, ceramista, scultore e pittore italiano (n. 1913)
- 1978 - Étienne Gilson, filosofo e storico della filosofia francese (n. 1884)
- 1978 - Jesús Glaría Jordán, calciatore spagnolo (n. 1942)
- 1978 - Dante Valentino, allenatore di calcio e calciatore italiano (n. 1905)
- 1979 - Jerry Mullen, cestista statunitense (n. 1933)
- 1980 - Sol Lesser, produttore cinematografico statunitense (n. 1890)
- 1980 - Arrigo Paganelli, politico e dirigente sportivo italiano (n. 1899)
- 1980 - Alfred Rittmann, vulcanologo svizzero (n. 1893)
- 1980 - Frank Villard, attore francese (n. 1917)
- 1983 - Bruno Pittermann, politico e insegnante austriaco (n. 1905)
- 1983 - Ray Ragelis, cestista e allenatore di pallacanestro statunitense (n. 1928)
- 1983 - Rolando Rocchi, cestista e allenatore di pallacanestro italiano (n. 1936)
- 1984 - Carl Joachim Friedrich, politologo tedesco (n. 1901)
- 1984 - Nariz, calciatore brasiliano (n. 1912)
- 1985 - Giuseppe Arnoldi, calciatore italiano (n. 1908)
- 1985 - Italo Calvino, scrittore e paroliere italiano (n. 1923)
- 1985 - Emila Medková, fotografa cecoslovacca (n. 1928)
- 1986 - Ruy Serra, vescovo cattolico brasiliano (n. 1900)
- 1987 - Betty Burbridge, sceneggiatrice e attrice statunitense (n. 1895)
- 1987 - Einar Gerhardsen, politico norvegese (n. 1897)
- 1987 - Ken Uston, scrittore statunitense (n. 1935)
- 1988 - Călin Alupi, pittore rumeno (n. 1906)
- 1988 - Enrico Cerulli, diplomatico e linguista italiano (n. 1898)
- 1989 - Vera Barclay, scrittrice e educatrice inglese (n. 1893)
- 1989 - Naum Borisovič Birman, regista sovietico (n. 1924)
- 1989 - Ferry Koczur, calciatore francese (n. 1930)
- 1989 - Alma Lavenson, fotografa statunitense (n. 1897)
- 1989 - Willie Steele, lunghista statunitense (n. 1923)
- 1990 - Raffaello Franchini, filosofo e saggista italiano (n. 1920)
- 1990 - Werner Janssen, compositore statunitense (n. 1899)
- 1990 - Hermes Pan, ballerino e coreografo statunitense (n. 1909)
- 1990 - Ioana Radu, cantante rumena (n. 1917)
- 1991 - Lydia Cabrera, scrittrice cubana (n. 1899)
- 1991 - Gino Pallotta, giornalista e saggista italiano (n. 1923)
- 1992 - Geraint Evans, basso-baritono britannico (n. 1922)
- 1992 - Kenny Howard, artista e decoratore statunitense (n. 1929)
- 1992 - Olle Laessker, lunghista e velocista svedese (n. 1922)
- 1993 - Art Burris, cestista statunitense (n. 1924)
- 1993 - Antonio Floro Frondosa, arcivescovo cattolico filippino (n. 1909)
- 1993 - Joseph Iléo, politico della Repubblica Democratica del Congo (n. 1921)
- 1993 - Marcel Mariën, poeta, saggista e fotografo belga (n. 1920)
- 1995 - Vincenzo Muccioli, imprenditore italiano (n. 1934)
- 1995 - Rudolf Peierls, fisico britannico (n. 1907)
- 1995 - Giuseppe Perugini, architetto argentino (n. 1914)
- 1995 - Maria Maddalena Rossi, politica, antifascista e giornalista italiana (n. 1906)
- 1996 - Carlo d'Amelio, avvocato italiano (n. 1902)
- 1996 - Helmut Heissenbüttel, scrittore e poeta tedesco (n. 1921)
- 1996 - George Hunt, calciatore inglese (n. 1910)
- 1997 - Enrico Carabelli, doppiatore, direttore del doppiaggio e attore teatrale italiano (n. 1943)
- 1997 - Melchiade Coletti, sceneggiatore e regista cinematografico italiano (n. 1922)
- 1997 - Lello Scorzelli, scultore italiano (n. 1921)
- 1998 - Patricia Hayes, attrice britannica (n. 1909)
- 1998 - Ran Laurie, medico e canottiere inglese (n. 1915)
- 1999 - Livio Isotti, ciclista su strada italiano (n. 1927)
- 1999 - Arístides Isusi, cestista paraguaiano (n. 1932)
- 1999 - Kjell Kristiansen, calciatore norvegese (n. 1925)
- 1999 - Giulio Pediconi, architetto e urbanista italiano (n. 1906)
- 2000 - Joseph Epes Brown, antropologo e storico delle religioni statunitense (n. 1920)
- 2000 - Ann Doran, attrice statunitense (n. 1911)
- 2000 - Fulvio Mingozzi, attore italiano (n. 1925)
- 2000 - Karl Robatsch, scacchista e botanico austriaco (n. 1929)
- 2000 - Gloria Talbott, attrice statunitense (n. 1931)

## XXI secolo(132)
- 2001 - Aldo Capitanio, fumettista italiano (n. 1952)
- 2001 - Raymond Alphonse Lucker, vescovo cattolico statunitense (n. 1927)
- 2002 - Goffredo Canarini, cantautore, compositore e paroliere italiano (n. 1939)
- 2002 - Franco Colombo, giornalista e dirigente pubblico italiano (n. 1931)
- 2002 - Roy Fowler, nuotatore e arciere australiano (n. 1920)
- 2002 - Robert Guéï, politico e militare ivoriano (n. 1941)
- 2002 - Francisco Lojacono, allenatore di calcio e calciatore argentino (n. 1935)
- 2003 - Slim Dusty, cantautore australiano (n. 1927)
- 2004 - Eddie Adams, fotoreporter statunitense (n. 1933)
- 2004 - Skeeter Davis, cantante statunitense (n. 1931)
- 2004 - Annabella Incontrera, attrice italiana (n. 1943)
- 2004 - Elisa Springer, scrittrice e superstite dell'Olocausto austriaca (n. 1918)
- 2005 - John Bromfield, attore statunitense (n. 1922)
- 2005 - Willie Hutch, cantante, chitarrista e compositore statunitense (n. 1944)
- 2005 - Manasses Kuria, arcivescovo anglicano keniota (n. 1929)
- 2005 - Rosaura López, scrittrice spagnola (n. 1932)
- 2006 - Elizabeth Allen, attrice statunitense (n. 1929)
- 2006 - Fausto Cuocolo, giurista, politico e banchiere italiano (n. 1930)
- 2006 - Danny Flores, sassofonista e compositore statunitense (n. 1929)
- 2006 - Vico Magistretti, progettista, architetto e urbanista italiano (n. 1920)
- 2006 - Manuel Mindán Manero, filosofo e presbitero spagnolo (n. 1902)
- 2006 - Marv Schatzman, cestista statunitense (n. 1927)
- 2006 - Roy Schuiten, ciclista su strada, pistard e dirigente sportivo olandese (n. 1950)
- 2007 - Umberto Fusaroli Casadei, partigiano e rivoluzionario italiano (n. 1926)
- 2008 - Ernie Andres, cestista, allenatore di pallacanestro e giocatore di baseball statunitense (n. 1918)
- 2008 - Bruno Dozzini, poeta italiano (n. 1920)
- 2008 - Luigi Guardigli, pittore italiano (n. 1923)
- 2008 - Jun Ichikawa, regista giapponese (n. 1948)
- 2008 - Bob O'Brien, cestista statunitense (n. 1927)
- 2009 - Víctor Israel, attore spagnolo (n. 1929)
- 2009 - Maurizio Montalbini, sociologo e speleologo italiano (n. 1953)
- 2009 - Roc Raida, disc jockey e beatmaker statunitense (n. 1972)
- 2009 - Luigi Enrico Rossi, grecista e filologo classico italiano (n. 1933)
- 2009 - Joseph-Marie Sardou, arcivescovo cattolico francese (n. 1922)
- 2009 - Giovanni Viel, geologo, urbanista e politico italiano (n. 1944)
- 2010 - Francesco Adorno, filosofo e storico della filosofia italiano (n. 1921)
- 2010 - Buddy Collette, sassofonista, flautista e clarinettista statunitense (n. 1921)
- 2010 - Renzo Del Carria, storico italiano (n. 1924)
- 2010 - Joseph Kruskal, statistico e matematico statunitense (n. 1929)
- 2010 - László Polgár, basso ungherese (n. 1947)
- 2011 - Pepi Morgia, regista e designer italiano (n. 1950)
- 2011 - George Cadle Price, politico beliziano (n. 1919)
- 2012 - Bernard Behrens, attore britannico (n. 1926)
- 2012 - Víctor Cabedo, ciclista su strada spagnolo (n. 1989)
- 2012 - Janina Chłodzińska, cestista polacca (n. 1936)
- 2012 - Gianfranco Dell'Innocenti, calciatore e allenatore di calcio italiano (n. 1925)
- 2012 - Glauco Felici, traduttore italiano (n. 1946)
- 2012 - Rino Ferrario, calciatore italiano (n. 1926)
- 2012 - Bernard Guillemain, storico francese (n. 1923)
- 2012 - Sergio Lanza, presbitero e teologo italiano (n. 1945)
- 2012 - Leonard Lerman, biologo statunitense (n. 1925)
- 2012 - Giovanni Porcellana, politico italiano (n. 1928)
- 2013 - Amidou, attore marocchino (n. 1935)
- 2013 - Robert Barnard, scrittore britannico (n. 1936)
- 2013 - Dario De Grassi, attore e doppiatore italiano (n. 1939)
- 2013 - Gerrie Mühren, calciatore olandese (n. 1946)
- 2013 - Edilio Petrocelli, politico italiano (n. 1940)
- 2013 - Ernest Schultz, calciatore francese (n. 1931)
- 2013 - Bob Wallace, ingegnere meccanico neozelandese (n. 1938)
- 2013 - Hiroshi Yamauchi, imprenditore giapponese (n. 1927)
- 2013 - Saye Zerbo, politico e militare burkinabé (n. 1932)
- 2014 - Audrey Long, attrice e modella statunitense (n. 1922)
- 2014 - U. Srinivas, mandolinista e compositore indiano (n. 1969)
- 2015 - Jackie Collins, romanziera e attrice britannica (n. 1937)
- 2015 - Georg Eder, arcivescovo cattolico austriaco (n. 1928)
- 2015 - Orlando Febres, cestista statunitense (n. 1964)
- 2015 - Eugenio Mayer, fondista italiano (n. 1939)
- 2015 - Sergio Verderi, calciatore italiano (n. 1926)
- 2015 - Robert Zellinger de Balkany, imprenditore francese (n. 1931)
- 2016 - Bobby Breen, attore e cantante canadese (n. 1927)
- 2016 - Jurij Korablin, politico, imprenditore e dirigente sportivo russo (n. 1960)
- 2016 - Zerka T. Moreno, psicoterapeuta olandese (n. 1917)
- 2016 - Marijan Pasarić, allenatore di pallacanestro jugoslavo (n. 1932)
- 2016 - Annie Pootoogook, artista canadese (n. 1969)
- 2016 - Boris Trachtenbrot, matematico israeliano (n. 1921)
- 2017 - Bernie Casey, attore e giocatore di football americano statunitense (n. 1939)
- 2017 - Leonid Michajlovič Charitonov, basso-baritono e militare sovietico (n. 1933)
- 2017 - Jake LaMotta, pugile, attore e scrittore statunitense (n. 1922)
- 2017 - Massimo Natili, pilota automobilistico italiano (n. 1935)
- 2017 - John Nicholson, pilota automobilistico neozelandese (n. 1941)
- 2017 - Sigurður Pálsson, scrittore e poeta islandese (n. 1948)
- 2018 - Mohammed Karim Lamrani, politico marocchino (n. 1919)
- 2018 - Győző Kulcsár, schermidore ungherese (n. 1940)
- 2018 - Marilyn Lloyd, politica statunitense (n. 1929)
- 2018 - Arthur Mitchell, ballerino, coreografo e insegnante statunitense (n. 1934)
- 2018 - Jesús Rodríguez Magro, ciclista su strada e dirigente sportivo spagnolo (n. 1960)
- 2019 - Zine El-Abidine Ben Ali, militare e politico tunisino (n. 1936)
- 2019 - Piero Bernardini Marzolla, traduttore, glottologo e funzionario italiano (n. 1929)
- 2019 - Irina Petrovna Bogačёva, mezzosoprano sovietico (n. 1939)
- 2019 - Luigi Bommarito, arcivescovo cattolico italiano (n. 1926)
- 2019 - Wim Crouwel, designer olandese (n. 1928)
- 2019 - Marko Feingold, imprenditore austriaco (n. 1913)
- 2019 - Bert Hellinger, psicologo e scrittore tedesco (n. 1925)
- 2019 - Barron Hilton, imprenditore statunitense (n. 1927)
- 2019 - Sandie Jones, cantante irlandese (n. 1951)
- 2019 - María Rivas, cantante e chitarrista venezuelana (n. 1960)
- 2019 - Sol Stein, scrittore e editore statunitense (n. 1926)
- 2019 - Richard Sutch, economista e storico statunitense (n. 1942)
- 2019 - Larry Wallis, chitarrista, cantautore e produttore discografico britannico (n. 1949)
- 2019 - Katherine Washington, cestista statunitense (n. 1933)
- 2020 - Károly Fatér, calciatore ungherese (n. 1940)
- 2020 - Lee Kerslake, batterista britannico (n. 1947)
- 2020 - Vito Liverani, fotografo e imprenditore italiano (n. 1929)
- 2020 - Georgina Mace, ecologa britannica (n. 1953)
- 2020 - Dick Nemelka, cestista statunitense (n. 1943)
- 2020 - Biancamaria Scarcia Amoretti, islamista e saggista italiana (n. 1938)
- 2020 - John Turner, politico canadese (n. 1929)
- 2021 - James Bilbray, politico statunitense (n. 1938)
- 2021 - Sylvano Bussotti, compositore e artista italiano (n. 1931)
- 2021 - Jimmy Greaves, calciatore inglese (n. 1940)
- 2021 - András Ligeti, direttore d'orchestra e violinista ungherese (n. 1953)
- 2021 - Terry Long, calciatore e allenatore di calcio inglese (n. 1934)
- 2021 - Michèle Pialat, nuotatrice francese (n. 1942)
- 2022 - Robert Brown, attore statunitense (n. 1926)
- 2022 - Joseph Anthony Fiorenza, arcivescovo cattolico statunitense (n. 1931)
- 2022 - Rocco Fotia, calciatore italiano (n. 1947)
- 2022 - Vladimir Golubev, calciatore e allenatore di calcio sovietico (n. 1950)
- 2022 - Pak Yong-il, politico nordcoreano (n. 1966)
- 2022 - Valerij Vladimirovič Poljakov, cosmonauta e medico russo (n. 1942)
- 2023 - Serhij Baškyrov, calciatore ucraino (n. 1959)
- 2023 - Lou Deprijck, cantante, compositore e produttore discografico belga (n. 1946)
- 2023 - Egil Johansen, calciatore norvegese (n. 1962)
- 2023 - Hildegarde Neil, attrice sudafricana (n. 1939)
- 2023 - Gianni Vattimo, filosofo e politico italiano (n. 1936)
- 2023 - Slobodan Čendić, calciatore e allenatore di calcio jugoslavo (n. 1936)
- 2024 - Ralph Abraham, matematico statunitense (n. 1936)
- 2024 - Jack Belrose, ingegnere canadese (n. 1926)
- 2024 - Nick Gravenites, cantautore statunitense (n. 1938)
- 2024 - Loredana Martinez, attrice italiana (n. 1947)
- 2024 - Viktorija Roščyna, giornalista ucraina (n. 1996)
- 2024 - Bruno Sacco, designer italiano (n. 1933)
- 2024 - Jonathan Wells, biologo statunitense (n. 1942)